# Linder Béla
Linder Béla (Budapest, 1876. február 10. – Belgrád, 1962. április 15.) katonatiszt (tüzérkari ezredes), a Károlyi Mihály-kormány hadügyminisztere, a Berinkey-kormány tárca nélküli minisztere, a Magyarországi Tanácsköztársaság bécsi katonai megbízottja, majd a délszláv csapatok által megszállt Pécs polgármestere.

## Kilencnapos hadügyminisztersége
Linder Béla apja római katolikus vallású, „egyike volt az elhunyt Ferenc Ferdinánd trónörökös régebbi bizalmas híveinek, s miután a királyi herceget meggyilkolták, Lindert …kitették a vezérkarból…”.
Linder tüzér törzskari ezredesként hároméves frontszolgálat után, 1917 nyarán egy tüzérezred többszörösen kitüntetett parancsnokaként súlyosan megsebesült az olasz harctéren; egy ideig csak mankóval tudott járni.
Az őszirózsás forradalom idején személyes kapcsolatainak köszönhetően váratlanul felívelt politikai karrierje: vezérkari ezredesből, pártonkívüliként, 1918. október 31-én hirtelen hadügyminiszter lett. Tiszttársai között jó híre lehetett, a Wekerle-kormány honvédelmi minisztere, Szurmay Sándor tábornok, saját bevallása szerint örömmel vette tudomásul, hogy utóda Linder lesz.
Linder egyik fő feladata, amelynek végrehajtásában szinte az egész kormány és a Nemzeti Tanács részt vett, a rendteremtés volt. A hazaözönlő katonák részegen fosztogattak, gyilkoltak, elűzték a csendőrséget, a jegyzőket és a közigazgatás más tisztviselőit. Így amennyiben Linder hatáskörébe tudott vonni néhány fegyelmezhető alakulatot, azokat a sietve megszervezett Nemzetőrségbe osztották be. Még e munka kezdetén, november 2-án mondta el az Országház előtt összegyűlt, a kormányra felesküdő tisztikarnak hírhedt beszédét: „Ezer évek tradícióit, ezer évek szolgaságát, ezer évek zsarnokságát kellett romba dönteni. Ehhez ötéves háború kellett, ehhez ezer és ezer halál kellett, hogy egy új győzelmes élet támadjon fel belőle. Ez az új győzelmes élet a pacifizmus jegyében születik meg.” és „Nem kell hadsereg többé! Soha többé katonát nem akarok látni!”, illetve: „Esküdjenek meg arra, hogy gyermekeiket olyan szellemben fogják nevelni, hogy ezentúl minden háborúnak a lehetősége ki legyen zárva.”. Hogy pontosan mit mondott a hallgatóságához hasonlóan ittas és felhevült Linder, azt nehéz rekonstruálni. Sokan sokféleképpen próbálták megmagyarázni pro és kontra. A beszédet különösen nagy előszeretettel használták és használják fel azóta is a Károlyi-kormány lejáratására, illetve Károlyi elhibázott védelmi- és katonapolitikájának illusztrációjaként. Az utána felszólaló Károlyi megpróbálta értelmesen magyarázni hadügyminisztere szavait, de azok elhangzottak és szállóigévé váltak. Linder belátta alkalmatlanságát a nehéz feladatra, és maga adta be lemondását egy héttel később, november 9-én, amit a kormány elfogadott és helyére a nála határozottabb és ezért alkalmasabb Bartha Albert vezérkari alezredest nevezték ki.
Még a Linder által vezetett hadügyminisztérium volt az, mely 1918. november 6-án a Külügyi Hivatalhoz küldött táviratában – az antanttal folytatott fegyverszüneti tárgyalások feltételeire hivatkozva – a Duna és a Száva vonalán állomásozó német egységeket fegyverletételre és a hadianyag átadására szólította fel, amelyet azok nem teljesítettek. Ugyancsak ő volt az, aki magyar részről aláírta a Belgrádi egyezményt, amely először szabott meg olyan demarkációs vonalat, ameddig az ellenséges hadseregek ellenállás nélkül megszállhatták Magyarországot. Nyilvánvaló, hogy az ellenállás ezekben a napokban teljesen esélytelen volt a győztes szerb és francia hadsereg ellen.

## Tárca nélküli miniszter, majd bécsi katonai megbízott
Linder lemondása után is tagja maradt a kormánynak, először (december 12-éig) mint a béketárgyalások előkészítésével megbízott tárca nélküli miniszter. E minőségében – miután már november 7-én Belgrádban tárgyalások kezdődtek a Károlyi Mihály vezette magyar delegáció és a keleti antantcsapatok parancsnoka, Franchet d’Esperey tábornok között – a fegyverszüneti megállapodást a Károlyi Mihály-kormány nevében Linder Béla írta alá november 13-án, Henrys tábornok, a francia keleti hadsereg parancsnoka, és Živojin Mišić vajda, a szerb hadsereg főparancsnoka mellett.
A Magyarországi Tanácsköztársaság idején különböző diplomáciai feladatokat hajtott végre, mint a hadügyi népbiztosság bécsi katonai megbízottja (1919. május 2. – augusztus 5.).

## Baranyai tevékenysége, majd távozása külföldre
A Tanácsköztársaság bukása után immár a Pécsi Szocialista Párt tagjaként 1920. szeptember 23-án a megszállt Pécs polgármestere lett. A választásokról a keresztény ideológiájú pártok távol maradtak, így gyakorlatilag egyedül a szocialisták szavaztak. Később 1921. augusztus 14-én megalakult és 8 napot megért Baranya–bajai Szerb–Magyar Köztársaság egyik vezetője lett, de a „kikiáltáskor” már Belgrádban tartózkodott, a szerb kormány tevőleges beavatkozása érdekében, hogy az újonnan kikiáltott köztársaság a szénbányákkal és a DGT vasútvonalaival együtt a szerbekhez legyen csatolva. Nincs forrás, hogy egyáltalán visszajött-e, a menekültek 1921. augusztus 19-én hagyták el három vonattal Pécset.
A délszláv csapatok is elhagyták Baranyát (1921. augusztus 19.), az újonnan megalakult Szerb–Horvát–Szlovén Királyságba.
1926. november 22-én, az Újvidéken megjelenő Dél-Bácska című lap értesülése szerint a belgrádi kormány felszólította Linder Bélát, hogy 24 órán belül hagyja el Jugoszlávia területét. Linder Béla állítólag Franciaországban vagy Amerikában szándékozott letelepedni. Ennek ellenére Linder Jugoszláviában maradt, ahol élete végéig élt. Úgy a királyi Jugoszlávia, mint a titói Jugoszlávia megbecsülte, halálakor a hatóságoktól díszsírhelyet kapott.
1945-ben ideiglenesen hazatért, de nem jutott politikai szerephez.

## Művei
- Kell-e katona? A militarizmus csődje, Lantos A. bizománya, Budapest, 1918